# 10175 Енона
10175 Енона (1996 CR1, 1980 TM3, 1990 SD16, 10175 Aenona) — астероїд головного поясу, відкритий 14 лютого 1996 року.
Тіссеранів параметр щодо Юпітера — 3,594.